# Cor Jaring
Cor Jaring (né Cornelis Jaring le 18 décembre 1936 à Amsterdam ; mort dans la même ville le 17 novembre 2013 ) était un photographe et artiste conceptuel néerlandais. Il est essentiellement connu pour ses photos des années 1960 et 1970.

## Biographie
Cor Jaring a grandi à Wittenburg (Amsterdam) (nl) où son père tenait un petit commerce, et c'est en effectuant son service militaire qu'il découvrit la photographie et devint ensuite portraitiste à Amsterdam. Il commença aussi à peindre sans que ses œuvres soulèvent l'intérêt, passant photographe professionnel en 1966.
Cor Jaring photographiait en noir et blanc, notamment le mouvement Provo, un groupe contestataire et libertaire ayant « animé » la vie politico-sociale des Pays-Bas dans les années 1965-1970. Il se trouvait aux happenings en compagnie d'artistes tels que Robert Jasper Grootveld, Simon Vinkenoog, Johnny van Doorn (nl) ou Theo Kley (nl). Il obtint une reconnaissance internationale pour ses photos de Beatrix et de Claus von Amsberg, ainsi que pour celles témoignaient du Bed-in for Peace de John Lennon et Yoko Ono à l'Hilton Amsterdam Hotel (nl) en 1969.
Il se fit connaître par de la Deskundologie (nl) et de la Secte des Insectes
À partir de 1974, il fut enseignant à la ArtEZ Art & Design Enschede (nl).
Dans les années 1980, on pouvait le trouver au Café de Vogel, qui avait aussi comme clients Ron Brandsteder (nl) et Jon Bluming (nl).
Ses œuvres sont conservées au Rijksmuseum Amsterdam, au musée d'Helmond et aux Archives de la ville d'Amsterdam.

## Bibliographie

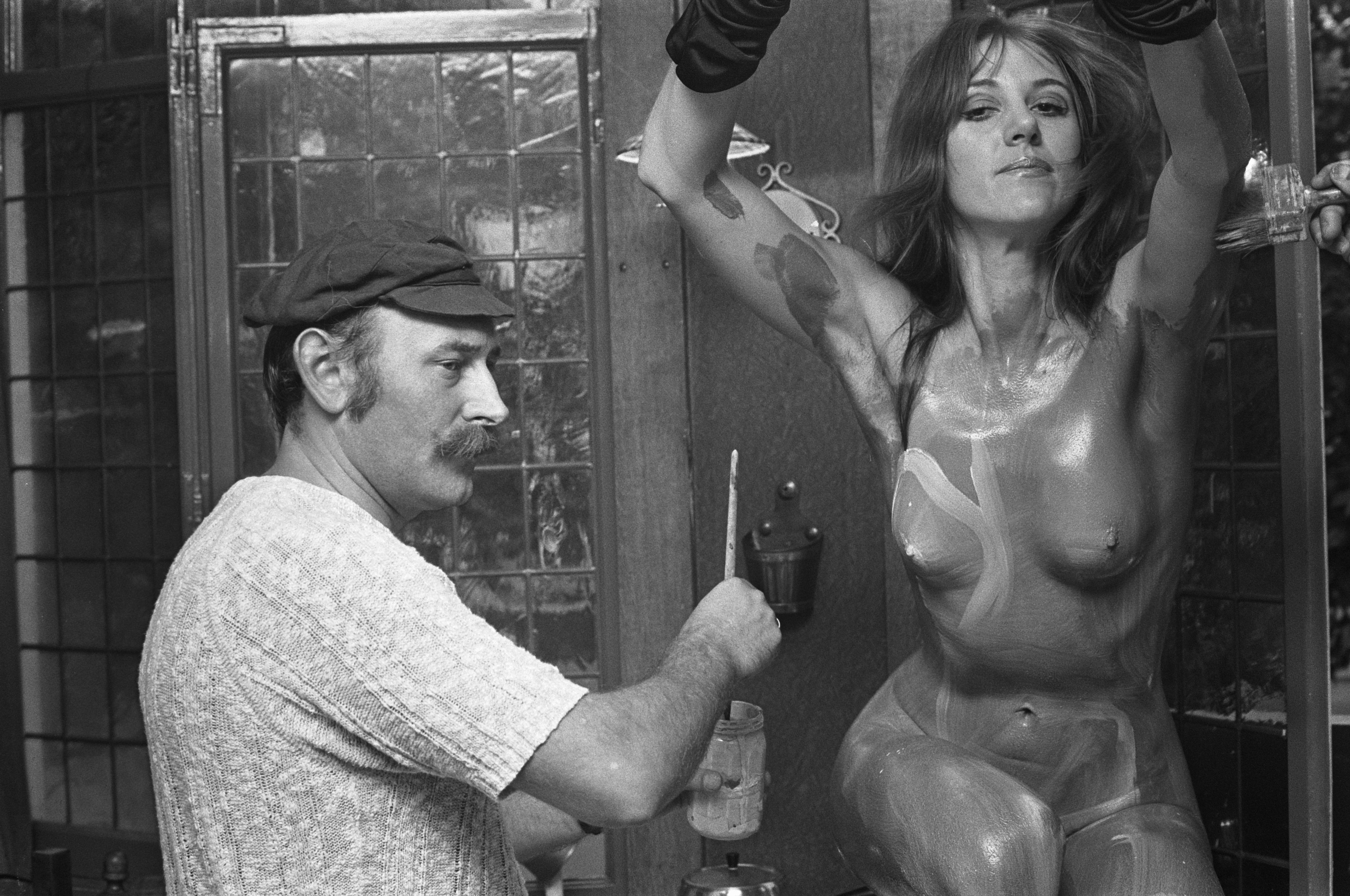
Cor Jaring faisant du bodypainting en 1969.

## Source de la traduction
- (nl) Cet article est partiellement ou en totalité issu de l’article de Wikipédia en néerlandais intitulé « Cor Jaring » (voir la liste des auteurs).